# 漢族地区仏教全国重点寺院
漢族地区仏教全国重点寺院（かんぞくちくぶっきょうぜんこくじゅうてんじいん）とは、香港・マカオ地区を除く中国の漢族地区内で、中華人民共和国国務院が歴史があると認めた仏教寺院である。

## 列表

### 北京市
- 広済寺
- 法源寺
- 霊光寺
- 広化寺
- 通教寺
- 雍和宮
- 西黄寺

### 天津市
- 大悲院

### 河北省
- 正定県臨済寺
- 承徳市普寧寺

### 山西省
- 太原市崇善寺
- 大同市上華厳寺
- 交城県玄中寺
- 五台山：顕通寺、塔院寺、菩薩頂、殊像寺、羅睺寺、金閣寺、広宗寺、碧山寺（広済茅蓬）、十方堂、黛螺頂、観音洞

### 遼寧省
- 瀋陽市般若寺、慈恩寺

### 吉林省
- 長春市般若寺、地蔵寺
- 吉林市観音古刹

### 黒竜江省
- ハルビン市極楽寺

### 上海市
- 玉仏寺
- 静安寺
- 龍華寺
- 沈香閣
- 円明講堂

### 江蘇省
- 南京市霊谷寺、栖霞寺
- 蘇州市西園寺、寒山寺、霊巌山寺
- 鎮江市金山寺、定慧寺
- 常州市天寧寺、興福寺
- 南通市広教寺（大聖寺）
- 揚州市大明寺、高旻寺
- 句容市隆昌寺

### 浙江省
- 杭州市霊隠寺、浄慈寺
- 寧波市七塔寺、天童寺、阿育王寺
- 新昌県大仏寺
- 普陀山：普済寺、法雨寺、慧済寺
- 天台県国清寺、高明寺、方広寺
- 温州市江心寺

### 安徽省
- 合肥市明教寺
- 安慶市迎江寺
- 潜山市乾元禅寺
- 滁州市琅琊寺
- 蕪湖市広済寺
- 九華山：化城寺、肉身殿、百歳宮、甘露寺、祇園寺、天台寺、旃檀林、慧居寺、上禅堂

### 福建省
- 福州市湧泉寺、西禅寺、林陽寺、地蔵寺
- 閩侯県崇聖寺
- 廈門市南普陀寺
- 莆田市広化寺、慈寿寺、光孝寺
- 福清市万福寺
- 泉州市開元寺
- 晋江市龍山寺
- 漳州市南山寺
- 寧徳市支提華厳寺

### 江西省
- 九江市能仁寺、東林寺
- 永修県真如寺
- 吉安市浄居寺

### 山東省
- 済南市興国寺
- 青島市湛山寺

### 河南省
- 洛陽市白馬寺
- 登封市少林寺

### 湖北省
- 武漢市帰元寺、宝通寺
- 黄梅県五祖寺
- 当陽市玉泉寺

### 湖南省
- 長沙市麓山寺、開福寺
- 衡山：祝聖寺、福厳寺、南台寺、上封寺

### 広東省
- 広州市六榕寺
- 韶関市南華寺
- 乳源県雲門寺
- 肇慶市慶雲寺
- 汕頭市霊山寺
- 潮州市開元寺

### 広西チワン族自治区
- 桂平市洗石庵

### 重慶市
- 羅漢寺、慈雲寺
- 梁平区双桂堂

### 四川省
- 成都市昭覚寺、文殊院、宝光寺
- 楽山市烏尤寺
- 峨眉山：報国寺、万年寺、洪椿坪、洗象池、金頂

### 貴州省
- 貴陽市弘福寺、黔明寺

### 雲南省
- 昆明市円通寺、筇竹寺、華亭寺
- 賓川県：祝聖寺、銅瓦殿

### 陝西省
- 西安市大慈恩寺、大興善寺、臥竜寺、広仁寺、興教寺、香積寺、浄業寺、草堂寺

### 寧夏回族自治区
- 銀川市海宝塔寺